# Heinz-Joachim Müllenbrock
Heinz-Joachim Müllenbrock (* 12. April 1938 in Hamburg; † 15. Januar 2025 in Göttingen) war ein deutscher Anglist.

## Leben
Nach der Promotion zum Dr. phil. in Hamburg am 4. Dezember 1967 und Habilitation ebenda 1972 wurde er Professor in Paderborn 1973 und in Göttingen 1978.
Seine Forschungsschwerpunkte waren Literatur insbesondere des 18. bis 20. Jahrhunderts mit kulturwissenschaftlicher Akzentuierung, Literatur und Politik, öffentliche Streitkultur im 18. Jahrhundert, englischer Landschaftsgarten des 18. Jahrhunderts, politische Rhetorik seit der Neuzeit, historischer Roman, Geschichtsdrama der Renaissance und Utopie und Antiutopie.
Heinz-Joachim Müllenbrock ruht in der Familiengrabstätte auf dem Friedhof Ohlsdorf in seiner Geburtsstadt.

## Schriften (Auswahl)
- Whigs kontra Tories. Studien zum Einfluß der Politik auf die englische Literatur des frühen 18. Jahrhunderts. Heidelberg 1974, ISBN 3-533-02336-2.
- Der historische Roman des 19. Jahrhunderts. Heidelberg 1980, ISBN 3-533-02920-4.
- Der englische Landschaftsgarten des 18. Jahrhunderts und sein literarischer Kontext. Göttingen 1986, ISBN 3-525-86219-9.
- Daniel Defoe – Autor des Robinson Crusoe, Pionier des Romans, „moderner Journalist“ und Produktivitätsgenie. Eine persönliche Würdigung. Marburg 2016, ISBN 978-3-943556-56-8.